# Contador Mayor de Cuentas
Los contadores mayores de Cuentas eran unos altos funcionarios de la Contaduría Mayor de Hacienda en la Contaduría Mayor de Cuentas de la Corona de Castilla en la que intervenían en la administración de los caudales públicos. 
Entendían tan solo en la parte de contabilidad y constituían la jurisdicción privativa de Hacienda, teniendo a su cargo especial: 
oir é librar los pleitos é determinarlos é los debates é debelas del dicho oficio
advirtiendo que habían de examinar todas las cuentas de los empleados en el orden económico, liquidándolas y aniquilándose en el oficio de la Contaduría Mayor de Cuentas, con la circunstancia de que estas se debían de tomar, no por los contadores mayores sino por sus lugartenientes y oficiales, examinándose sin embargo por aquellos jefes después de que estos lo hubieran verificado y hecho sus observaciones.
Existían desde tiempo inmemorial en número de dos. Se aumentaron al de tres en tiempo de Enrique IV, contra lo que clamaron en distintas ocasiones las Cortes y a lo cual no se puso remedio hasta que los Reyes Católicos determinaron en las Cortes de Madrigal, de 1476, que no se proveyese vacante alguna de contador mayor hasta que se redujese a dos el número de cada clase.
En cuanto a los contadores menores tanto de Hacienda como de Cuentas, sus atribuciones estaban reducidas a examinar y glosar las cuentas preparándolas para la resolución de los mayores, expidiendo después de verificado esto los documentos correspondientes.